# Eysson
Eysson település Franciaországban, Doubs megyében. Lakosainak száma 123 fő (2022. január 1.). Eysson Domprel, Vercel-Villedieu-le-Camp, Villers-Chief, Grandfontaine-sur-Creuse és Épenouse községekkel határos.

## Népesség
A település népességének változása:
| Lakosok száma | 88   | 103  | 92   | 84   | 104  | 114  | 116  | 119  | 120  | 123  |
|               | 1968 | 1982 | 1990 | 2006 | 2013 | 2015 | 2017 | 2019 | 2020 | 2022 |